# Liber amicorum
 (novembre 2023).
Si vous disposez d'ouvrages ou d'articles de référence ou si vous connaissez des sites web de qualité traitant du thème abordé ici, merci de compléter l'article en donnant les références utiles à sa vérifiabilité et en les liant à la section « Notes et références ».

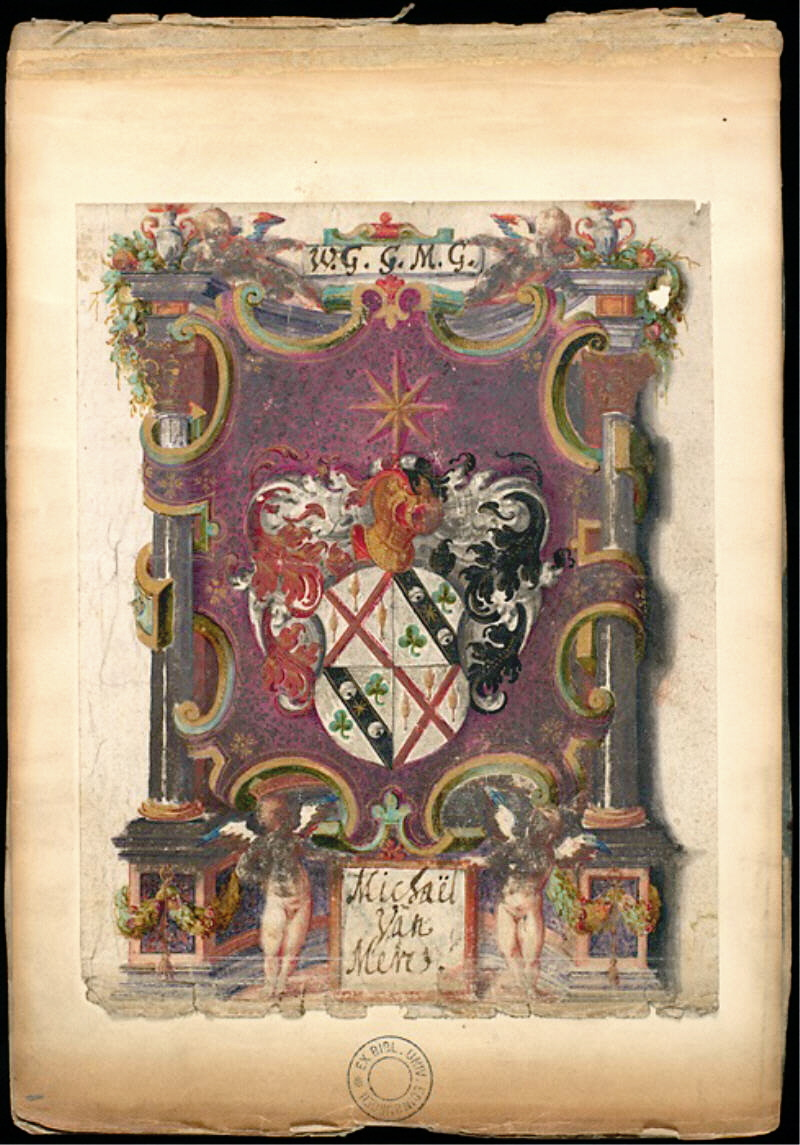
Liber amicorum de M. van Meer, écrit entre 1613 et 1648.

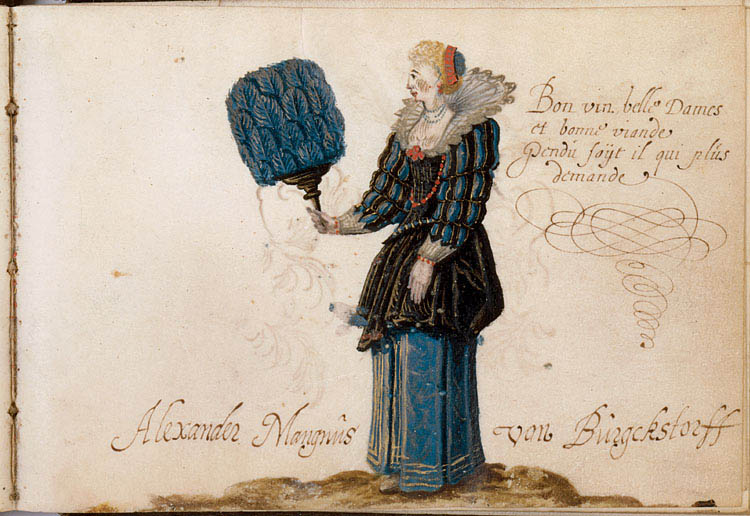
Bon vin, belle Dames et bonne viande / Pendu soijt il qui plus demande.

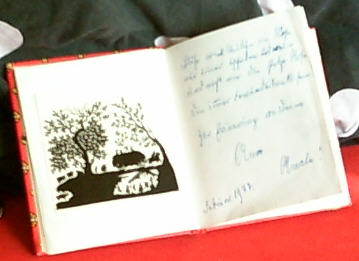
Un poesiealbum (1977).

Un liber amicorum (livre d'amis en latin), album amicorum (album d'amis), Poesiealbum (album de poésie en allemand) ou encore livre d'amitié est un cahier personnel où l'on recueille des dessins, photographies et mots d'amis. Il s'agit d'un livre au format spécifique, traditionnellement emporté au cours d’un voyage ; les amis y laissant à cette occasion une dédicace et/ou un témoignage d’affection.
Dans les milieux universitaires, le liber amicorum, qui se nomme alors un Festschrift, est un recueil de textes offerts par différents chercheurs à un professeur et traitant de son champ de recherche. L'ouvrage, souvent composé à l'occasion d'un anniversaire ou d'un départ à la retraite, est publié par un éditeur universitaire.

## Une tradition humaniste
Apparus dans les universités protestantes allemandes au XVIe siècle, les  alba amicorum, parfois aussi appelés philotheca, sont pour ainsi dire les miroirs de l'humanisme. Reflets des vertus prônées par les lettrés et les élites d'alors, les livres d'amitié se présentent la plupart du temps comme des livres reliés, souvent dans un format à l'italienne, mais parfois aussi comme un ensemble de feuillets mobiles. 
Tenus, dans un premier temps, par des professeurs et par des étudiants lors de leurs voyages d’études durant lesquels les rencontres « d’amis » imprégnés de culture savante sont fréquentes, les livres d'amitié deviennent rapidement un objet de prestige et connaissent leur apogée durant la seconde moitié du XVIe siècle. Les nombreux  autographes, croquis et armoiries, sont un témoignage de l’engouement et du prestige du genre. Les plus anciens livres d’amitié ont par ailleurs été réalisés à partir de livres d'emblèmes  déjà existants : recueils d’emblèmes, œuvres d’auteurs antiques … reliés avec des pages blanches pour insérer des contributions. De nombreux exemplaires des  Emblèmes  d'Andrea Alciato se sont ainsi trouvés transformés.

## Une tradition continue
Cette tradition se perpétue aux siècles suivants, dévoilant des évolutions notoires. Si, depuis ses origines, le livre d’amitié est réservé aux cercles masculins, le XIXe siècle voit l’éclosion puis la diffusion massive du genre dans les milieux féminins, avant de se trouver confiner à la sphère enfantine à partir de la seconde moitié du XXe siècle . Enrichis de motifs raffinés (aquarelles, dessins à la plume, mèche de cheveux tressés, images pieuses, broderies, gravures), ces livres d’amitié étaient traditionnellement emportés au cours d’un voyage ou d’un séjour en pension ; les proches y laissant à cette occasion un témoignage d’affection. 
De fait, l’amitié a toujours été un thème fort du romantisme, et l’âge sentimental constitue l’apogée du genre. Goethe, dans ses fonctions de bibliothécaire à Weimar, a même acheté en 1805, deux cent soixante-quinze livres d’amitié, constituant aujourd’hui le cœur de la riche collection de la bibliothèque Anna Amalia. Des artistes ou des amateurs d'art ont perpétué cette tradition. Ainsi peut-on voir des albums de musique où tel amateur fera inscrire quelques notes par des compositeurs, ou quelques mots par un chef d'orchestre, ou encore des albums de dessins avec des croquis de diverses origines. 
Véritable objet de prestige, le livre d’amitié constitue un champ bien à part dans le milieu de la recherche scientifique. Aussi son approche pluridisciplinaire, intéressera-t-elle l’historien, l’historien de l’art, du genre, des mentalités, de l’héraldique, de la médecine, de la franc-maçonnerie pour ne citer qu’eux. De nos jours, les alba amicorum sont des documents manuscrits très précieux, parce qu’ils révèlent, non seulement l'entourage amical (et éventuellement professionnel) de leur possesseur, mais aussi parce qu'ils contiennent des œuvres souvent originales d'artistes ou d’écrivains, célèbres jusqu'à nos jours. On peut par exemple trouver des dessins de Rembrandt, des autographes de Victor Hugo, de George Sand, de Lamartine, d’Hölderlin, de Goethe, d’Hebbel, d’Hegel ou de Jakob Grimm … dans certains de ces albums.

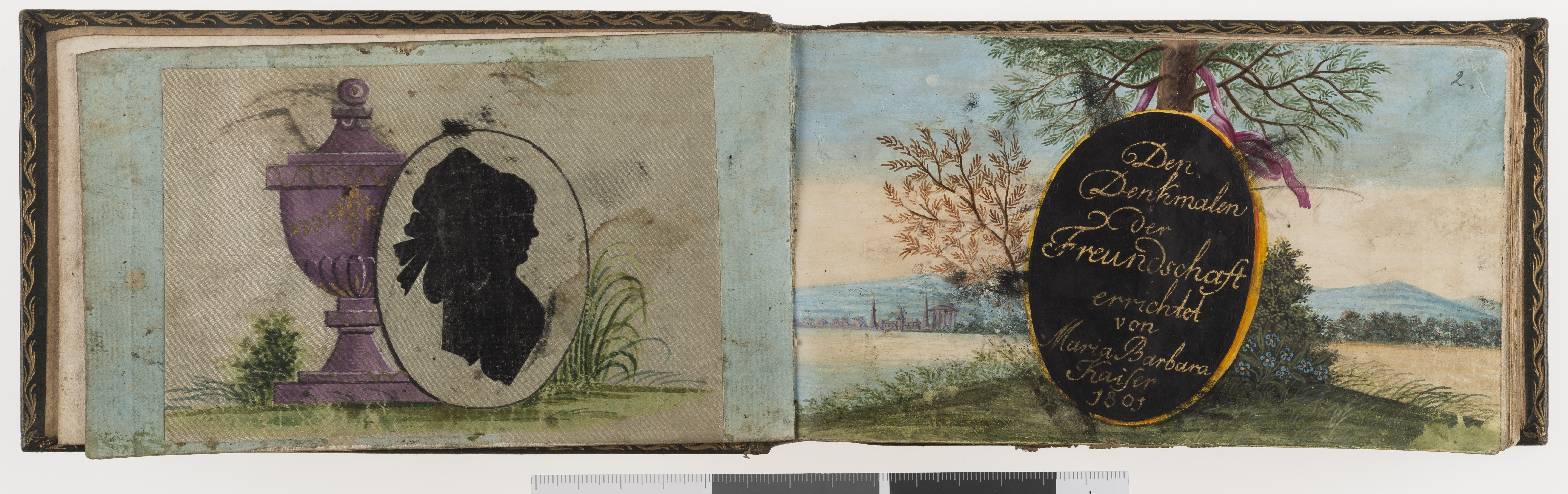
Livre d'amitié de Maria Barbara Kaiser, Coll. BNU, Ms.2.709.

## L’ancêtre des réseaux sociaux
Aujourd’hui, plus de trois cents institutions allemandes conservent des livres d’amitié, constituant à ce jour le foyer de plus important de livres d’amitié en Europe. Werner Wilhelm Schnabel, professeur d’université à Erlangen, a recensé, dans son Repertorium Alborum Amicorum (R.A.A.) l’ensemble des établissements conservant ces précieux manuscrits à l’échelle du globe, soit 720 répartis dans 25 pays.  

Livre d'amitié de Paul Jenisch, vol.1, Coll. WLB, COD. HIST. 4° 298, f. 133r°, v°.

À l’échelle nationale enfin, la Bibliothèque nationale de France (BnF) conserve de véritables trésors remontant, pour les plus anciens notamment, aux origines du genre. Mais la plus grande collection de livres d’amitié se trouve à Strasbourg, en particulier à la bibliothèque de la Société des amis des Arts et des Musées de Strasbourg. Riche de cent vingt-quatre livres d'amitié, rédigés essentiellement en français et en allemand et datant de la toute fin du XVIe siècle et du début du XIXe siècle , ce fonds provient principalement de la collection du professeur Gustave Moeder. 
Le fonds des alba amicorum de la Bibliothèque nationale et universitaire de Strasbourg (BNU) compte quant à lui une soixantaine de volumes, constitué principalement d'albums strasbourgeois et alsaciens, dont les plus anciens datent du XVIe siècle. Si ce fonds fait la part belle aux milieux académiques, en présentant à la fois des livres d'amitié de professeurs et d'étudiants, il comprend également quelques alba féminins, ceux de grandes familles nobles alsaciennes, d'un raffinement rare. Car, si les livres d'amitié sont, pour partie, des miroirs de la culture savante européenne ils sont aussi et surtout les témoins des pratiques culturelles et sociales des époques qui les ont vus apparaître.
La tradition du liber amicorum existe toujours, notamment en Allemagne. Actuellement, des réseaux sociaux comme Facebook, peuvent être considérés comme un avatar moderne du livre d’amitié. À ce titre, le projet scientifique lancé en 2015 par la BNU, en collaboration avec la Bibliothèque scientifique numérique (BSN), conduit à la numérisation, au catalogage sur Calames (Catalogue en ligne des archives et des manuscrits de l'enseignement supérieur) puis à la mise en ligne prochaine des livres d’amitié sur Gallica et Numistral. Aujourd’hui, la BNU et la Württembergische Landesbibliothek (WLB) de Stuttgart préparent une exposition consacrée aux alba amicorum.